# Taizé-Aizie

Taizé-Aizie este o comună în departamentul Charente, Franța. În anul 2009 avea o populație de 581 de locuitori.